# Nueva Gerona
Nueva Gerona is een gemeente en stad van Cuba niet gelegen op het eiland eiland Cuba maar aan de noordkust van het kleinere, zuidelijker gelegen eiland en speciale gemeente Isla de la Juventud. De stad is de hoofdstad van deze speciale gemeente.
De stad werd gesticht in 1830 door Francisco Dionisio Vives, toenmalig Spaans gouverneur van Cuba. De stad heeft een stedenband met Girona in Catalonië.